# Peter Millican
Peter Millican (nacido el 1 de marzo de 1958) es Gilbert Ryle Fellow y profesor de Filosofía en el Hertford College de la Universidad de Oxford en el Reino Unido. Sus principales intereses incluyen la filosofía de David Hume, la filosofía de la religión, la filosofía del lenguaje, la epistemología y la filosofía moral. Millican es particularmente conocido por su trabajo en David Hume, y desde 2005 hasta 2010 fue coeditor de la revista Hume Studies.
También es Gran Maestro de Correspondencia Internacional del Ajedrez, y tiene un gran interés en el campo de la informática y sus vínculos con la filosofía. Recientemente ha desarrollado un nuevo programa de grado en la Universidad de Oxford, en Ciencias de la Computación y Filosofía, que aceptó sus primeros estudiantes en 2012.
De 2014 a 2017 mantuvo EarlyModernTexts.com, un sitio que alberga manuscritos de famosos escritores de principios de la Edad Moderna en una forma algo modificada para hacer que el texto sea más simple de entender.

## Educación
Peter Millican asistió a la Borden Grammar School en Kent, Reino Unido. Leyó Matemáticas y luego Filosofía y Teología en Lincoln College, Oxford, desde 1976 a 1980. Permaneciendo en Lincoln College, Millican obtuvo su licenciatura en filosofía en 1982 (con una tesis en Lógica Filosófica). Posteriormente, Millican obtuvo su doctorado con una tesis sobre Hume, inducción y probabilidad, y también una Maestría en Ciencias de la Computación, mientras trabajaba en Leeds.

## Carrera académica
Después de enseñar en la Universidad de Glasgow desde 1983, Millican fue nombrado en 1985 como profesor permanente en la Universidad de Leeds, donde impartió clases de Informática y Filosofía. Después de 20 años en Leeds, en 2005, Millican fue nombrado Gilbert Ryle Fellow en Hertford College, Oxford, ascendido como Lector en Filosofía moderna temprana en 2007 y profesor de filosofía en 2010. En 2009, fue nombrado como el primer "David Hume Illumni Fellow" en la Universidad de Edimburgo, un puesto de visita que ocupó durante 2010-11.

### Investigación
Millican es conocido por su investigación sobre David Hume, especialmente sobre el desarrollo de la filosofía de Hume y sobre la interpretación de sus escritos sobre inducción y causalidad. En un artículo de 1995, Millican dio un análisis detallado del famoso argumento de Hume sobre la inducción, con el objetivo de conciliar su aparente empuje escéptico con el claro respaldo de Hume a la ciencia inductiva: las interpretaciones previas que él estaba atacando habían condenado a Hume como escéptico inconsistente o negado el escepticismo por completo.  Su colección de 2002 incluye un artículo clarificado de su análisis, y argumentando en contra de las recientes interpretaciones revisionistas no escépticas (particularmente las propuestas por Don Garrett y David Owen), este debate todavía está en curso en su artículo de 2012. La colección también enfatizó la importancia distintiva del trabajo de Hume Investigación sobre el entendimiento humano de 1748, con la controvertida implicación de que éste, más que el Tratado sobre la naturaleza humana, debería tomarse como la presentación de la perspectiva definitiva de Hume sobre los temas principales que cubre.
Millican ha publicado una serie de documentos importantes con el objetivo de decidir el llamado debate "New Hume", que ha sido la controversia más prominente en la beca Hume en los últimos 20 años ("Los nuevos humeanos" consideran a Hume creyente en una forma de causalidad que va más allá de las limitaciones de sus famosas "dos definiciones de causa"). El primero de ellos apareció en una colección de 2007 en el debate, el segundo en la revista de julio de 2009 de Mind y el tercero (respondiendo a las respuestas) en una colección de 2010 sobre la causalidad. El artículo de Mind concluye que "la interpretación del Nuevo Hume no solo está equivocada en detalle, fallando en las muchas formas documentadas anteriormente, sino que fundamentalmente tergiversa la base, el núcleo, el punto y el espíritu de la filosofía de la causalidad de Hume". Un crítico del tercer artículo juzga que "Millican argumenta convincentemente que ninguno de los intentos de sus oponentes para [responder a sus críticas] es verosímil. No estoy solo al pensar que el debate sobre el Nuevo Hume ha seguido su curso, como dice Millican al final de su ensayo, "es hora de llamarlo un día" (p.158) ".
Gran parte de la otra investigación de Millican, aunque no es histórica, se ha centrado en temas de Hume como la inducción, la probabilidad y la filosofía de la religión, pero también en la filosofía del lenguaje. Sus artículos más importantes no "humeanos" se basan en la lógica de las descripciones definidas (1990), la moralidad del aborto (1992), y el argumento ontológico de Anselmo (2004) ".

### Filosofía y computación
Como educador, las contribuciones más distintivas de Millican han sido en la interfaz entre Computación y Filosofía, dedicando la mayor parte de su carrera en Leeds al desarrollo de la enseñanza de Ciencias de la Computación y la programación para estudiantes de Humanidades. En 2012, abogó por
una nueva licenciatura en Ciencias de la Computación y Filosofía en la Universidad de Oxford. Para alentar a los estudiantes de Humanidades a involucrarse en la informática, Millican ha desarrollado una serie de sistemas de enseñanza de software fáciles de usar.

### Autobiografía de Obama del Barack
En 2008 y 2009, algunos comentaristas republicanos adelantaron afirmaciones de que la autobiografía del presidente estadounidense Barack Obama, Dreams from My Father, fue escrita por Bill Ayers, ya sea como escritor fantasma. En una serie de artículos en American Thinker y WorldNetDaily, el autor Jack Cashill afirmó que su propio análisis del libro mostraba el estilo de escritura de Ayers, y lo respaldó citando análisis de investigadores estadounidenses utilizando el software Signature de Millican. A finales de octubre de 2008, poco antes de las elecciones presidenciales de los EE. UU., El congresista estadounidense Chris Cannon y su cuñado intentaron contratar a Millican para probar la autoría de Ayers mediante el uso de análisis informáticos. Millican se negó después de que no le aseguraron por adelantado que sus resultados serían publicados independientemente del resultado. Después de algunos análisis, Millican luego criticó la afirmación, diciendo varias veces que "no había encontrado evidencia para la hipótesis de la escritura fantasma de Cashill", que era "improbable" y que se sentía "totalmente seguro de que era falsa".

## Publicaciones principales
- "Content, Thoughts, and Definite Descriptions", Proceedings of the Aristotelian Society, Supplementary Volume 64 (1990), pp. 167–203.
- The Complex Problem of Abortion", in Philosophical Ethics in Reproductive Medicine (co-edited by Millican with D. Bromham, M. Dalton, and J. Jackson, Springer Verlag: 1992), pp. 161–88.
- "Hume's Argument Concerning Induction: Structure and Interpretation", in David Hume: Critical Assessments, edited by Stanley Tweyman (Routledge, 1995), vol. 2 pp. 91–144 978-0-415-02012-1 (enlace roto disponible en Internet Archive; véase el historial, la primera versión y la última)..
- The Legacy of Alan Turing, volume 1 (Machines and Thought ) and volume 2 (Connectionism, Concepts, and Folk Psychology ), (ambos coeditado por Millican con Andy Clark, Oxford Prensa Universitaria: 1996).[16][17]
- Reading Hume on Human Understanding: Essays on the First Enquiry (Oxford, Oxford University Press: 2002)
- "The One Fatal Flaw in Anselm's Argument", Mind 113 (2004), pp. 437–76.
- Hume's Enquiry Concerning Human Understanding (Oxford: Oxford University Press: 2007).
- "Humes Old and New: Four Fashionable Falsehoods, and One Unfashionable Truth", Proceedings of the Aristotelian Society, Supplementary Volume 81 (2007), pp. 163–99.
- "Against the New Hume", in The New Hume Debate, revised edition, edited by Rupert Read and Kenneth Richman (Routledge: 2007), pp. 211–52 ISBN 978-0-415-39975-3 978-0-415-39975-3.
- "Hume, Causal Realism, and Causal Science", Mind 118 (2009), pp. 647–712.
- "Hume, Causal Realism, and Free Will", in Causation and Modern Philosophy, edited by Keith Allen and Tom Stoneham (Routledge: 2010), pp. 123-65 ISBN 978-0-415-88355-9 978-0-415-88355-9.
- "Twenty Questions about Hume's 'Of Miracles'" in Philosophy and Religion, edited by Anthony O'Hear (Cambridge University Press: 2011), pp. 151–92.
- Hume's 'Scepticism' about Induction" in The Continuum Companion to Hume, edited by Alan Bailey and Dan O'Brien (Continuum: 2012), pp. 57–103.
- "Hume" in Ethics: The Key Thinkers, edited by Tom Angier (Bloomsbury: 2012), pp. 105–31.(enlace roto disponible en Internet Archive; véase el historial y la última versión).

## Carrera ajedrecística
Millican jugó ajedrez en general en su juventud, y fue capitán de la Universidad de Oxford a la victoria en el Campeonato Nacional de Club de Ajedrez en 1983. Él más tarde recurrió al ajedrez de correspondencia, , convirtiéndose en Campeón Británico en 1990. Esto le trajo el título de Maestro británico, y él luego se convirtió en Maestro Internacional en 1993 al ganar su grupo de semifinales en el 19.º Campeonato Mundial de Correspondencia. Con una calificación internacional de 2610 (el puesto 31 en el mundo), Millican fue invitado a participar en el "súper torneo" NPSF-50 (el primer torneo de Categoría 15, con una calificación promedio de más de 2600). Al llegar quinto, después de Ulf Andersson, Gert Jan Timmerman, Joop van Oosterom y Hans-Marcus Elwert, Millican se clasificó en 1997 como Gran Maestro de Correspondencia Internacional. Analizó la apertura del ajedrez Double Muzio en detalle, afirmando la igualdad.